# Municipio de Santa Ana Tlapacoyan
El municipio de Santa Ana Tlapacoyan (en náhuatl: tlapacaní ‘el que lava algo’, yan ‘posesivo’, lugar donde se lava ropa) es uno de los 570 municipios que conforman al estado mexicano de Oaxaca. Pertenece al distrito de Zimatlán, dentro de la región Valles Centrales. Su cabecera es la localidad homónima.

## Demografía
El municipio está habitado por 1,958 personas; sólo 14 habitantes hablan una lengua indígena; en este caso, zapoteco.
En 2020, los principales grados académicos de la población de Santa Ana Tlapacoyan fueron Primaria (50.6% del total), Secundaria (25.6% del total) y Preparatoria o Bachillerato General (15.7% del total).
La tasa de analfabetismo de los habitantes en 2020 fue 14.9%. Del total de la población analfabeta, 46.2% correspondió a hombres y 57.4% a mujeres.
El 68% de la población se encuentra en situación de pobreza.